# Vorlagenmissbrauch
Vorlagenmissbrauch war ein Tatbestand des Gesetzes gegen den unlauteren Wettbewerb (UWG). Er wurde aufgehoben und weitestgehend durch das Gesetz zum Schutz von Geschäftsgeheimnissen (GeschGehG) ersetzt.
Nach § 18 UWG machte sich derjenige strafbar, der die ihm im geschäftlichen Verkehr anvertrauten Vorlagen oder Vorschriften technischer Art, insbesondere Zeichnungen, Modelle, Schablonen, Schnitte, Rezepte, zu Wettbewerbszwecken oder aus Eigennutz unbefugt verwertet oder Dritten mitteilt. Der Tatbestand war ein Vergehen im Sinne des § 12 Abs. 2 StGB, da er im Mindestmaß lediglich mit Geldstrafe geahndet wird.
Auch versuchtes Verleiten, sich Erbieten oder bereit Erklären zum Vorlagenmissbrauch sowie Annahme eines solchen Erbietens standen schon unter Strafe (§ 19 UWG). Dadurch war die Vorschrift eine Ausnahme von dem im StGB geregelten Regelfall, dass die versuchte Anstiftung zu einem Vergehen nicht unter Strafe gestellt ist (§ 30 Abs. 1 StGB).
Da es sich bei diesem Gesetz um ein Schutzgesetz im Sinne von § 823 Abs. 2 BGB handelte, war der Zuwiderhandelnde zugleich schadenersatzpflichtig.
Heute besteht der Schutz technischer Vorlagen nur noch insoweit, als es sich dabei zugleich um ein Geschäftsgeheimnis handelt.